# Pholcus phungiformes
Pholcus phungiformes is een spinnensoort uit de familie trilspinnen (Pholcidae). De soort komt voor in Rusland.